# Maytown (Alabama)
Maytown és una població dels Estats Units a l'estat d'Alabama. Segons el cens del 2000 tenia 435 habitants.

## Demografia
Segons el cens del 2000, Maytown tenia 435 habitants, 161 habitatges, i 129 famílies. La densitat de població era de 61,3 habitants/km².
Dels 161 habitatges en un 26,7% hi vivien nens de menys de 18 anys, en un 65,2% hi vivien parelles casades, en un 13,7% dones solteres, i en un 19,3% no eren unitats familiars. En el 17,4% dels habitatges hi vivien persones soles el 8,1% de les quals corresponia a persones de 65 anys o més que vivien soles. El nombre mitjà de persones vivint en cada habitatge era de 2,7 i el nombre mitjà de persones que vivien en cada família era de 3,05.
Per edats la població es repartia de la següent manera: un 21,8% tenia menys de 18 anys, un 8,5% entre 18 i 24, un 26,4% entre 25 i 44, un 28% de 45 a 60 i un 15,2% 65 anys o més.
L'edat mitjana era de 39 anys. Per cada 100 dones hi havia 95,1 homes. Per cada 100 dones de 18 o més anys hi havia 87,8 homes.
La renda mitjana per habitatge era de 42.083 $ i la renda mitjana per família de 44.038 $. Els homes tenien una renda mitjana de 31.250 $ mentre que les dones 22.250 $. La renda per capita de la població era de 15.125 $. Aproximadament el 7,9% de les famílies i el 10% de la població estaven per davall del llindar de pobresa.

## Poblacions properes
El següent diagrama mostra les poblacions més properes.